# نبرد شرور
نبرد شرور در ۱۷ ژوئیه ۱۵۰۱ رخ داد نبردی میان سپاه قزلباشان به رهبری اسماعیل میرزا (بعدها شاه اسماعیل یکم) و سلطان الوند آق‌قویونلو بود که در ۱۷ ژوئیه ۱۵۰۱ رخ داد. این نبرد با پیروزی قاطع سپاه شاه اسماعیل به پایان رسید. پس از این پیروزی راه پیشروی او به تبریز، پایتخت وقت آق‌قویونلو‌ها باز شد.

## پیش‌زمینه
اسماعیل در سال ۱۵۰۰ میلادی فرخ یسار شروانشاه را در جنگ جابانی شکست داد و در بهار ۱۵۰۱ باکو را به دست آورد. هنگامی که اسماعیل دژ گلستان را محاصره کرده بود با اینکه سلطان الوند او را به ماندن در شروان و در دست گرفتن فرمانروایی آنجا سفارش کرده بود، شنید که سلطان الوند لشکر گردآوری کرده و برای جنگ با او به راه افتاده است.

## نبرد
دو لشکر در دشت شرور به هم رسیدند. اسماعیل هفت هزار تن و الوند میرزا بیش از ده هزار لشکر داشتند. اما به گفته راجر سیوری شمار لشکریان سلطان الوند ۴ برابر لشکر اسماعیل (۲۸ هزار تن) بوده است.
اسماعیل با نشان دادن جسارتی درخشان پیروز شد و سلطان الوند میرزا که دید سپاهش از هم گسیخته عقب نشیت و به ارزنجان گریخت.

## پیامد
اسماعیل پس از این پیروزی راهی تبریز، پایتخت وقت آق‌قویونلو‌ها شد. وی پس از ورود به تبریز خود را پادشاه ایران خواند و دولت صفویه را پایه‌گذاری کرد. همچنین پس از فتح تبریز تمام آذربایجان به تصرف او در آمد. و بدین گونه شاه اسماعیل یکم بن‌مایه‌های سرشاری که برای گسترش فرمانروایی خود نیاز داشت را به دست آورد.